# Moldavia en los Juegos Paralímpicos de Londres 2012
Moldavia estuvo representada en los Juegos Paralímpicos de Londres 2012 por dos deportistas, un hombre y una mujer. El equipo paralímpico moldavo no obtuvo ninguna medalla en estos Juegos.